# Team Differdange-Losch/Saison 2015
Dieser Artikel listet Erfolge und Fahrer des Radsportteams Differdange-Losch in der Saison 2015 auf.

## Erfolge in der UCI Europe Tour
| Datum        | Rennen                                      | Kat. | Fahrer            |
| ------------ | ------------------------------------------- | ---- | ----------------- |
| 25. Juni     | Ungarische Meisterschaft – Einzelzeitfahren | CN   | Krisztian Lovassy |
| 5.–9. August | Gesamtwertung Tour de Hongrie               | 2.2  | Tom Thill         |

## Erfolge im Cyclocross 2014/2015
| Datum      | Rennen                              | Kat. | Fahrer           |
| ---------- | ----------------------------------- | ---- | ---------------- |
| 11. Januar | Luxemburgische Meisterschaft, Bruch | CN   | Christian Helmig |

## Abgänge – Zugänge
| Zugänge                      | Team 2014                    | Abgänge                            | Team 2015          |
| ---------------------------- | ---------------------------- | ---------------------------------- | ------------------ |
| Thomas Deruette              | Color Code-Biowanze          | César Bihel                        | BigMat-Auber 93    |
| Edgaras Kovaliovas           | Rietumu-Delfin               | Damien Garcia                      | Frøy Oslo          |
| Krisztián Lovassy            | Team FixIT.no                | William Guzmán                     | Inteja-MMR         |
| Manuel Stocker               | Bourg-en-Bresse Ain Cyclisme | Rubén Menéndez                     | Inteja-MMR         |
| Ivan Centrone                | Neoprofi                     | Diego Milán                        | Inteja-MMR         |
| Pol Flesch                   | Neoprofi                     | Joaquín Sobrino                    | Inteja-MMR         |
| Pontus Kastemyr              | Neoprofi                     | Kevin Suárez                       | Colba-Superano Ham |
| Kacper Nowicki               | Neoprofi                     | Sebastiano Frassetto               | Unbekannt          |
| Cédric Raymackers            | Neoprofi                     | Vytautas Kaupas                    | Unbekannt          |
| Rick Ampler                  | Neoprofi                     | Corrado Lampa                      | Unbekannt          |
| Filip Bengtsson (ab 20. Mai) | Neoprofi                     | Max Losch                          | Unbekannt          |
|                              |                              | Luboš Pelánek                      | Unbekannt          |
|                              |                              | Boris Carène (bis 16. April)       | Unbekannt          |
|                              |                              | Edgaras Kovaliovas (bis 16. April) | Unbekannt          |

## Mannschaft
| Name               | Geburtstag         | Nationalität |              |
| ------------------ | ------------------ | ------------ | ------------ |
| Rick Ampler        | 26. November 1989  | Deutschland  |              |
| Filip Bengtsson    | 17. September 1995 | Schweden     |              |
| Boris Carène       | 7. Dezember 1985   | Frankreich   |              |
| Ivan Centrone      | 17. September 1995 | Luxemburg    |              |
| Johan Coenen       | 4. Februar 1979    | Belgien      |              |
| Jānis Dakteris     | 20. Mai 1991       | Lettland     |              |
| Thomas Deruette    | 6. Juli 1995       | Belgien      |              |
| Pol Flesch         | 3. Juli 1993       | Luxemburg    |              |
| Sven Fritsch       | 29. Mai 1994       | Luxemburg    |              |
| Christian Helmig   | 17. Mai 1981       | Luxemburg    |              |
| Pontus Kastemyr    | 28. März 1995      | Schweden     |              |
| Gediminas Kaupas   | 7. September 1988  | Litauen      |              |
| Edgaras Kovaliovas | 25. Februar 1989   | Litauen      |              |
| Krisztián Lovassy  | 23. Juni 1988      | Ungarn       |              |
| Kacper Nowicki     | 29. November 1996  | Polen        |              |
| Cedric Raymackers  | 19. Juni 1992      | Belgien      |              |
| Manuel Stocker     | 17. Juni 1991      | Schweiz      |              |
| Tom Thill          | 31. März 1990      | Luxemburg    |              |
| Stagiaires         | Stagiaires         | Nationalität | Nationalität |
| Larry Valvasori    | Larry Valvasori    | Luxemburg    |              |